# Arroyo Butarque
El Arroyo Butarque o Arroyo de la Canaleja es un curso de agua de la Comunidad de Madrid, en España.  

## Curso

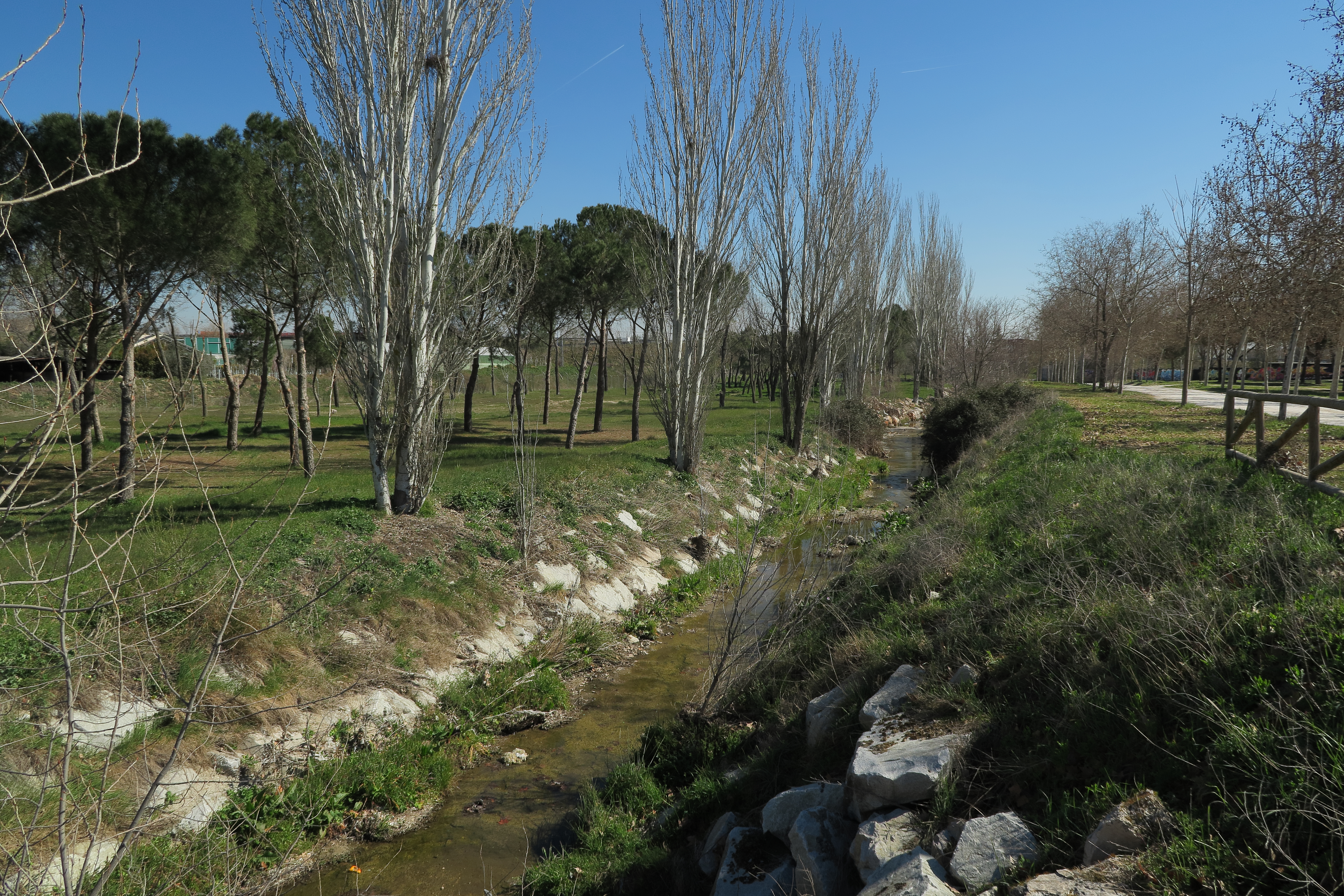
El arroyo a su paso por Leganés

Nace al oeste de la ciudad de Madrid, en el entorno de Boadilla del Monte, pasando después por los términos municipales de Alcorcón, Leganés y Madrid. En este último desembocará en el río Manzanares en el entorno del Parque Lineal del Manzanares, en el distrito de Villaverde, en el cual da nombre a un barrio.
El arroyo está canalizado durante un gran tramo en Alcorcón y Madrid, aunque discurre libremente desde el Parque de Las Presillas, al noreste de Alcorcón, hasta su entrada en el término municipal de Madrid. En Leganés pasa por las cercanías del barrio de la Fortuna para llegar unos metros más adelante al lago de Butarque, continuando unos kilómetros hasta el polígono industrial Prado Overa, antes de adentrarse en una canalización que le llevará hasta el Manzanares. Entre el barrio de la Fortuna y la carretera de Leganés a Carabanchel, el arroyo atraviesa por un pequeño bosque de ribera conocido como Parque Lineal Arroyo Butarque.
En las orillas del arroyo se han encontrado numerosos yacimientos con objetos de sus habitantes, desde los poblados de cazadores del Paleolítico hasta la Edad Media, cuando las villas que se encontraban junto al arroyo, como Butarque u Overa, tuvieron que ser abandonadas debido a las malas condiciones sanitarias de la zona, fundando junto a otros habitantes de la zona la aldea de Leganés, en 1282.[cita requerida]